# Spytek Tarnowski
Spytek Tarnowski, Jan Spytek Tarnowski herbu Leliwa (ur. ok. 1493, zm. przed 27 stycznia 1553), podskarbi wielki koronny 1532–1550, wojewoda sieradzki od 1550.

## Życiorys
Był najmłodszym synem wojewody krakowskiego Jana Feliksa „Szrama” Tarnowskiego, bratem kasztelanów sądeckich: Jana „Ciężkiego” i Stanisława, przed 3 września 1511 zawarł związek małżeński z Barbarą z Szydłowieckich, córką kasztelana sandomierskiego i podskarbiego wielkiego koronnego Jakuba, z którą miał syna Stanisława (Spytka) Tarnowskiego i Barbarę (zamężną za kasztelanem oświęcimskim Janem Komorowskim. Przed 23 lutego 1527 został kasztelanem żarnowskim. Od stycznia 1532 piastował urząd kasztelana zawichojskiego, a od marca tego roku podskarbiego wielkiego koronnego (rezygnacja 1550). Awans na kasztelanię radomską nastąpił w 1534, a na wojnicką w 1542. W latach 1549–1552 pełnił obowiązki żupnika krakowskiego, a od 1551 zarządcy ceł wielkopolskich. Starosta krzeszowski (od 1520), krzepicki (od 1532), brzeźnicki (od 1535), sieradzki i piotrkowski (w latach 1536–1547), ostrzeszowski (od 1550). Powiększył posiadłości rodowe (w spadku po ojcu otrzymał jedynie Wielowieś i kilkanaście okolicznych wsi), tak że umierając był właścicielem kompleksu ok. 10 miast i ponad pół setki wsi – oprócz sandomierskiego także na Rusi.